# Nübel
Nübel (en danois: Nybøl) est une municipalité allemande située dans le land du Schleswig-Holstein et dans l'arrondissement de Schleswig-Flensbourg.